# Bay View Gardens
Bay View Gardens est un village situé à l'ouest du comté de Woodford, dans l'Illinois, aux États-Unis,. Il est incorporé le 17 mars 1876.

## Démographie
Lors du recensement de 2020, le village comptait une population de 354  habitants.